# Batalla de Custoza (1848)
La batalla de Custoza fue un enfrentamiento militar ocurrido entre los días 24 y 25 de julio de 1848 entre los ejércitos del Imperio austríaco, dirigido por el mariscal Joseph Radetzky, y los del Reino de Cerdeña, encabezado por el rey Carlos Alberto de Piamonte, en el contexto de la primera guerra de Independencia italiana que se saldó con una victoria austriaca.

## Antecedentes
En marzo de 1848, estalló en Venecia y la ciudad de Milán un levantamiento contra la ocupación austriaca, que pronto apoyó el rey Carlos Alberto de Piamonte declarando la guerra a Austria. El mariscal austríaco Radetzky se vio obligado a retirar sus fuerzas de Milán y tomar posiciones en las cuatro fortalezas del "Cuadrilátero": Verona, Mantua, Peschiera y Legnago. Los piamonteses conquistaron Peschiera después de un breve asedio, pero Radetzky recibió a la vez importantes refuerzos.

## La batalla
En julio, Carlos Alberto y su ejército cruzaron el río Mincio con la intención de ocupar la estratégica colina de la parte superior de la ciudad de Custoza. Radetzky respondió con un decisivo contraataque. En un combate de dos días, infligió una dolorosa derrota a los piamonteses, culminándola con la toma austriaca de Custoza tras una furiosa lucha a bayoneta calada. Ambos bandos sufrieron importantes bajas, pues cada ejército perdió la mitad de sus hombres en la lucha.

## Consecuencias
La victoria de Radetzky expulsó a los piamonteses de Lombardía y los obligó a firmar un tratado de paz con Austria. Cuando la guerra se reanudó en marzo de 1849, Radetzky los venció nuevamente, en esta ocasión en Novara, provocando la abdicación de Carlos Alberto en favor de su hijo, Víctor Manuel. En agosto, Radetzky restauró toalmente la autoridad imperial en sus provincias italianas.